# 雅托巴 (伯南布哥州)
雅托巴（葡萄牙語：Jatobá）是巴西的城鎮，位於該國東北部，由伯南布哥州負責管轄，始建於1995年9月28日，面積277.86平方公里，海拔高度280米，2014年人口14,526，人口密度每平方公里52.28人。